# 夢裡里
夢裡里是台灣高雄市鳥松區的一里，位於該區最北邊。名稱取自該里西南部的夢裡聚落。

## 外部連結
- 鳥松區公所 （页面存档备份，存于）